# Эйгелис, Юрий Казимирович
Юрий Казимирович Эйгелис (1930—1989) — советский зоолог, эпидемиолог, паразитолог, доктор биологических наук, профессор.

## Биография
Родился 29 июня 1930 года в г. Владивостоке. В 1933 году семья переехала в Омск, где в 1938 году он поступил в среднюю школу и окончил её в 1948.
В том же 1948 году поступил на биолого-почвенный факультет Ленинградского государственного университета, окончив его с отличием в 1953.
После трёхлетнего обучения в аспирантуре при кафедре зоологии защитил кандидатскую диссертацию в 1959 году. После этого работал зоологом, а затем старшим научным сотрудником Гадрутского противочумного отделения в Азербайджане.
В 1975 принят на должность старшего научного сотрудника лаборатории зоологии института «Микроб» в Саратове. С 1983 года руководил лабораторией паразитологии.
В 1977 защитил диссертацию на соискание учёной степени доктора биологических наук, а в 1986 — утверждён в звании профессора.

## Научные достижения
Основное направление научной деятельности Ю. К. Эйгелиса состояло в разработке стратегии и тактики профилактических мероприятий в природных очагах особо опасных инфекций и комплексном изучении вопросов природной очаговости чумы, направленном на создание предметной основы для профилактики этого заболевания.
Ю. К. Эйгелис является основателем научной школы, разрабатывающей предметное (физическое) моделирование структуры природных очагов зооантропонозов на популяционной основе. Под его руководством защищено шесть кандидатских диссертаций. Он также постоянно оказывал консультативно-методическую помощь противочумным организациям страны.
Кроме того:
- куратор Астраханской противочумной станции,
- заместитель председателя Координационного совета по проблемам регуляции численности носителей и переносчиков в природных очагах чумы,
- член межинститутской (противочумных учреждений СССР) комиссии по проблеме «Природная очаговость и эпидемиология карантинных и особо опасных инфекций».

## Основные работы
Автор более ста научных работ, в том числе монографии «Грызуны Восточного Закавказья и проблема оздоровления местных очагов чумы» (Саратов, 1980).